# Rhegmoclema phaconeura
Rhegmoclema phaconeura är en tvåvingeart som först beskrevs av Speiser 1920.  Rhegmoclema phaconeura ingår i släktet Rhegmoclema och familjen dyngmyggor.
Artens utbredningsområde är Tanzania. Inga underarter finns listade i Catalogue of Life.